# Pomatoceros minutus
Pomatoceros minutus är en ringmaskart som beskrevs av Rioja 1941. Pomatoceros minutus ingår i släktet Pomatoceros och familjen Serpulidae.
Artens utbredningsområde är Mexikanska golfen. Inga underarter finns listade i Catalogue of Life.